# Gennadas talismani
Gennadas talismani är en kräftdjursart som beskrevs av Eugène Louis Bouvier 1906. Gennadas talismani ingår i släktet Gennadas och familjen Benthesicymidae. Inga underarter finns listade i Catalogue of Life.